# یکپارچگی داده‌ها
یکپارچگی داده ها (به انگلیسی: Data integrity) در وسیعترین معنای آن اشاره به اعتماد به اطلاعاتی که در آن صداقت بازیابی از چهار ویژگی اساسی "به هنگام بودن"، "دقت"، "صحت و اعتبار" و "مجوز" تشکیل شده‌است. به این مفهوم که از قوانین کسب و کار در حال حاضر به‌طور گسترده استفاده می‌شود و امروزه به شش دسته که شامل قواعد داده است تقسیم می‌شود. داده‌ها را بیشتر به قسمت‌های جزئی بر طبق تمامیت داده‌ها، مقررات استخراج داده‌ها، قوانین تغییر داده‌ها و مقررات استقرار داده تقسیم می‌کنند.
یکپارچگی داده‌ها در عملیات‌های پایگاه داده، در انبارداری خاص  داده‌ها وبه‌طور کلی اطلاعات کسب و کار بسیار مهم است. یکپارچگی داده هادر پیروی از قوانین حاکم بر تمامیت داده هامهم است و باید داده‌ها با کیفیت بالا، صحیح، سازگار و در دسترس را تضمین کند.
قانون ارزش داده‌ها یا قانون ارزش مشروط داده‌ها، مشخصه حوزه داده هستند. تفاوت بین این دو این است که مشخصه اول، دامنه‌ای از مقادیر مجاز برای یک ویژگی داده‌ها که شامل تمام  است. در حالی که دومی در تمام شرایط صدق نمی‌کند تنها زمانی که استثنا یا شرایط خاصی وجود دارد صادق است.
تعریف قانون ساختار داده ها از قوانین منطقی داده‌ها را برای ارتباط داده‌ها در مواردی که شرایط استثنا تقاضا وجود دارد. این قانون ساختار داده‌ها را برای درک بسیار آسان می‌کند. قانون ساختار داده‌های مشروط  کمی متفاوت است که حاکی از ان است  زمانی که شرایط یا استثنائی در قوانین منطقی داده درخواست شد برای ارتباط داده است.
قانون اشتقاق داده را مشخص می‌کند که چگونه یک مقدار داده‌ها بر اساس الگوریتم، همکاران و شرایط مشتق شده‌است. همچنین مشخصه شرایط مقدار داده ها چگونه می‌تواند دوباره مشتق شود.
نگهداری داده‌ها مدت زمانی که داده‌ها  می‌توانند/باید در یک پایگاه داده خاص باقی بمانند و ارزش داشته باشند را مشخص می‌کند. تعیین آنچه که می‌تواند با مقادیر داده‌ها انجام  شود که اعتبار یا مفید بودن آن برای یک پایگاه داده منقضی است. قانون حفظ اطلاعات بروز،  مدت زمان مشخص بروز داده است که باید حفظ شود و آنچه که می‌تواند با داده‌ها انجام  شود مفید است. قانون حفظ داده‌ها ویژگی ای شبیه به یک قانون حفظ داده است، اما قانون حفظ داده‌ها تنها ویژگی با ارزش داده‌های خاص است که به جای کل بروز داده، صادق است.
این قوانین تمامیت داده‌ها، مانند هر قانون دیگر، کاملاً بدون معنی آن‌ها را اجرا نکرده و به اجرا گذاشته است.
به منظور دستیابی به یکپارچگی داده‌ها، این قوانین باید به‌طور مداوم باشد و به‌طور مداوم باید شامل داده‌هایی که در حال ورود به انبار داده‌ها یا هر منبع داده  دیگر باشد. هیچ چشم پوشی یا استثنائی برای اجرای این قوانین باید وجود نداشته باشد چرا که هر گونه آرامش جزئی از اجرای می‌تواند به معنای نتیجه خطای خیلی زیادی شود.
تا آنجا که ممکن است،  باید این قوانین تمامیت داده‌ها  در نزدیک به ضبط اولیه از داده‌ها اجرا شود به‌طوری‌که می‌تواند به تشخیص زود هنگام و تصحیح نقض تمامیت بالقوه اقدام شود. این تا حد زیادی می‌تواند از ورود خطاها و تناقضات به بانک اطلاعاتی جلوگیری کند.
با اجرای دقیق و اجرای این قوانین تمامیت داده‌ها، میزان خطا داده‌ها بسیار پایین‌تر است بنابراین زمان کمتری در تلاش برای عیب یابی و ردیابی نتایج محاسبات معیوب می‌تواند صرف می‌شود. به این معنی که صرفه جویی زیادی در هزینه نیروی انسانی می‌شود.
از آنجا که میزان خطا پایین وجود دارد، تنها داده‌های با کیفیت بالا است که می‌تواند برای ارائه پشتیبانی بهتر در تجزیه و تحلیل آماری، روند و الگوی لکه بینی و تصمیم‌گیری وظایف یک شرکت وجود داشته باشد. در دیجیتال امروزی سن، اطلاعات مربوط به یک کلید بزرگ ، موفقیت و داشتن اطلاعات صحیح به این معنی است که داشتن لبه بهتر بیش از رقبا است.
اکثراً دقت، داده‌ها را با صداقت کامل یا کل یک ساختار است. تمام ویژگی‌های داده‌ها از جمله قوانین کسب و کار، قوانین برای قسمت‌هایی از داده‌های مربوط، تاریخ، تعاریف و اصل و نسب باید درست و کامل داده شود.
میانگین پست‌ها در طول رشته معماری داده‌ها، هنگامی که توابع بر روی داده‌ها انجام می‌شوند باید از تمامیت توابع اطمینان حاصل شود. مثال‌هایی از توابع تبدیل داده‌ها، ذخیره‌سازی تاریخ، ذخیره‌سازی تعاریف (فراداده) و ذخیره دودمان داده‌ها از یک مکان به مکان دیگر حرکت می‌کند. مهم‌ترین جنبه از یکپارچگی داده‌ها در رشته معماری داده‌ها است که افشای داده‌ها، توابع و ویژگی داده است.
داده‌هایی را که دارای یکپارچگی است عیناً در طول هر عملیات (مانند انتقال، ذخیره‌سازی و بازیابی) نگهداری می‌کنند. به عبارت ساده‌تر در شرایط کسب و کار، از یکپارچگی داده‌ها تضمین  می‌کند که داده‌ها سازگار است.
در شرایط یکپارچگی پایگاه داده می‌توان  از روند اطمینان حاصل کرد که یک پایگاه داده باقی‌مانده انعکاس دقیق از جهان و گفتمان آن را مدل‌سازی می‌کند. به عبارت دیگر، مکاتبات نزدیک به واقعیت است که در پایگاه داده ذخیره می‌شود و دنیای واقعی و در آن مدل وجود دارد.
یکپارچگی داده‌ها به‌طور معمول در یک سیستم پایگاه داده توسط یک سری از محدودیت‌های تمامیت یا قوانین اجرا شده‌است. سه نوع از محدودیت‌های تمامیت، بخش ذاتی از مدل داده‌های رابطه ای: یکپارچگی موجودیت، تمامیت و یکپارچگی ارجاعی دامنه.
یکپارچگی موجودیت مربوط یک کلید اصلی است. یکپارچگی موجودیت حکومت صداقت است که می‌گوید که هر جدول باید دارای یک کلید اصلی و ستون یا ستون انتخاب شده به عنوان کلید اصلی  منحصر به فرد و غیرتهی است.
یکپارچگی ارجاعی مربوط به مفهوم یک کلید خارجی است. کشورهای تمامیت ارجاعی قانون است که هر مقدار کلید خارجی فقط می‌تواند در یکی از دو کشور باشد. حالت معمول از امور این است که مقدار کلید خارجی با اشاره به ارزش کلیدی اولیه  از جدول در پایگاه داده است. گاهی، این قواعد کسب و کار بستگی ، به یک مقدار کلید خارجی که می‌تواند تُهی باشد دارد. در این مورد به صراحت می‌توان گفت که هر دو وجود دارد و هیچ رابطه‌ای بین اشیاء ارائه شده در پایگاه داده وجود ندارد یا این که این رابطه، رابطه‌ای است ناشناخته.
یکپارچگی دامنه مشخص می‌کند که تمام ستون‌ها در پایگاه داده رابطه‌ای بر دامنه تعریف شده اعلام شده‌است. واحد اصلی داده‌ها در مدل داده رابطه ای، قلم دوم از اقلام داده‌ها است. اقلام داده چنین گفته می‌شود غیر decomposable یا اتمی. دامنه مجموعه‌ای از ارزش‌ها از همان نوع است. بنابراین دامنه استخری از ارزش‌ها است که ارزش واقعی در ستونی از یک جدول کشیده می‌شوند و ظاهر می‌شود.
پایگاه داده پشتیبانی از این ویژگی‌ها این مسئولیت را از پایگاه داده برای اطمینان از یکپارچگی داده‌ها به عنوان مدل سازگاری برای ذخیره‌سازی داده‌ها و بازیابی بر عهده میگیرد. و اگر یک پایگاه داده  این ویژگی را پشتیبانی نکند آن را به عهده نرم‌افزار میگذارد. برای اطمینان از یکپارچگی داده‌ها، در حالی که پایگاه داده را پشتیبانی می‌کند مدل سازگاری را برای ذخیره‌سازی داده‌ها و بازیابی انجام می‌دهد.
داشتن یک کنترل خوب و به خوبی تعریف کردن داده‌ها در سیستم یکپارچگی باعث افزایش ثبات (یک سیستم متمرکز انجام تمام عملیات تمامیت داده ها)، عملکرد (تمام عملیات تمامیت داده‌ها در ردیف همان مدل قوام انجام شده‌است)، قابلیت استفاده مجدد (تمام برنامه‌های کاربردی بهره مندی از یک سیستم تمامیت متمرکز داده ها)، و نگهداشت‌پذیری (یک سیستم متمرکز برای همه دولت‌های تمامیت داده ها) می‌شود.
امروزه، از آنجا که تمام پایگاه داده‌های مدرن از این ویژگی (نگاه کنید به مقایسه سیستم‌های مدیریت پایگاه داده رابطه ای)استفاده می‌کنند، آن را تبدیل به مسئولیت defacto از پایگاه داده برای اطمینان از درستی داده‌ها کرده‌است. سیستم‌های خارج از مورخ و میراث با استفاده از سیستم فایل (متن، صفحات گسترده، ISAM، فایل‌های مسطح، و غیره) برای مدل قوام آن‌ها فاقد هر نوع مدل از یکپارچگی داده‌ها است. این امر در شرکت‌ها مستلزم سرمایه‌گذاری در ایجاد سیستم‌های تمامیت داده‌ها بر اساس یک برنامه در مقدار زیادی از زمان، پول، و پرسنل که به‌طور مؤثر تکراری یکپارچگی داده‌ها سیستم‌های موجود در پایگاه داده‌های مدرن می‌توان  یافت است.  بسیاری از شرکت‌ها، در واقع بسیاری از سیستم‌های پایگاه داده خود، ارائه محصولات و خدمات، مهاجرت به خارج از مورخ و میراث به پایگاه داده‌های مدرن برای ارائه این داده‌ها ویژگی‌های تمامیت است. این شرکت‌ها صرفه جویی‌های قابل توجهی در زمان، پول و منابع ارائه می‌دهند چرا که آن‌ها مجبور نیستند دوباره در هر نرم‌افزار یکپارچگی داده‌ها سیستم که باید در هر زمان مورد نیاز کسب و کار نیازمند تغییر است را انجام دهند.